# Meister der Landsberger Geburt Christi
Als Meister der Landsberger Geburt Christi wird manchmal der mittelalterliche Maler bezeichnet, der um 1450 oder 1460 in Schwaben tätig war. Der namentlich nicht bekannte Künstler ist nach dem Bild der Geburt Christi benannt, das heute in der Staatsgalerie Altdeutsche Meister in Augsburg zu finden ist. Das Bild zeigt im Vordergrund Maria und Josef bei der Krippe, im Hintergrund ist eine Stadtansicht von Landsberg am Lech zu sehen. Die Darstellung einer detailgetreuen Landschaft und die Stadtansicht, die eindeutig die Stadt Landsberg erkennen lässt, zeigt die Entwicklung der spätgotischen Malerei in Schwaben hin zu mehr Realismus, eine Entwicklung, die in den Niederlanden damals schon weit verbreitet war. Bereits Jan van Eyck hatte in seinen Bildern genaue Darstellungen niederländischer Städte im Hintergrund gezeigt.
Im Bild des Meisters der Landsberger Geburt Christi ist die Stadtbefestigung von Landsberg in ihren bis dahin in zwei Abschnitten vom 13. bis zum 15. Jahrhundert erfolgten Aufbau gut erkennbar. Im Stadtmuseum von Landsberg ist eine verkleinerte Kopie des Ölbildes zu sehen, die in neuerer Zeit erstellt wurde.